# Friedrich zu Solms-Rödelheim (Kämmerer)

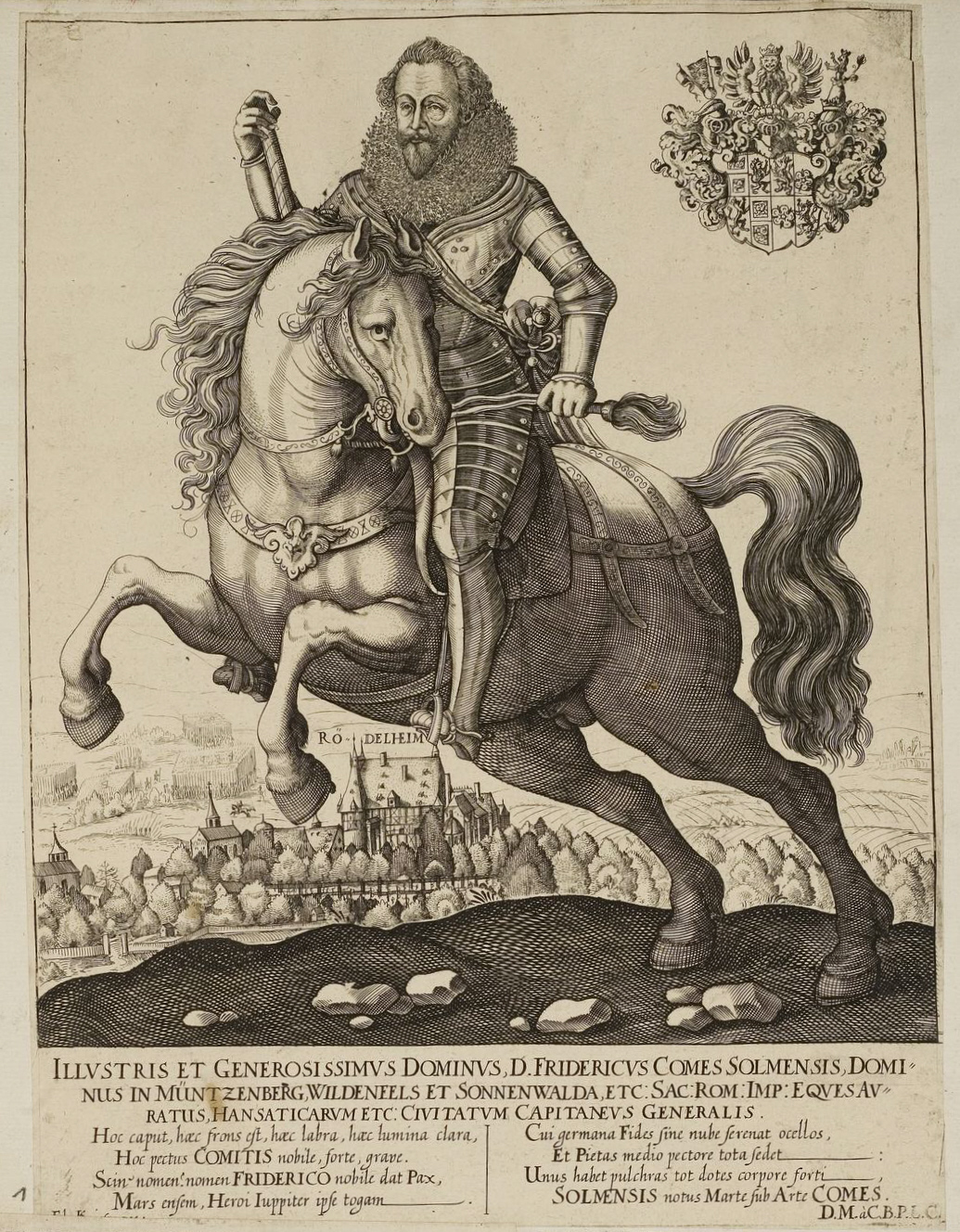
Friedrich zu Solms-Rödelheim

Friedrich Graf zu Solms-Rödelheim (* 30. November 1574; † 1649) war ein Kaiserlicher Kämmerer, Kriegsrat und Obrist während des Dreißigjährigen Krieges.

## Biografie
Seine Eltern waren Johann Georg I. zu Solms (* 26. November 1546; † 19. August 1600) aus der Linie Laubach und dessen Ehefrau Margarete von Schönburg-Glauchau (* 1554; † 29. Juni 1606), der Witwe des Grafen Wilhelm II. von Honstein-Vierraden (1500–1570). Bei der Erbteilung nach dem Tod seines Vaters erhielt er im Jahr 1607 die Grafschaft Solms-Rödelheim, ein Territorium, bestehend aus dem fortan namensgebenden Amt Rödelheim sowie den Ämtern Plettenheim und Assenheim.
Er wurde Berufsoffizier. Diese operierten zu jener Zeit oft auch als Söldnerführer im Auftrag von Fürsten oder Städten auf eigene Rechnung. Erstmals nachgewiesen ist er als Teilnehmer der Schlacht von Nieuwpoort am 2. Juli 1600 auf niederländischer Seite unter Moritz von Oranien, der gegen die Spanier unter Erbherzog Albrecht VII. von Österreich siegte.
1608 wurde er als Oberst von mehreren Hansestädten in Dienst genommen und hatte im Rahmen dieser Tätigkeit auch die Aufsicht über den von diesen gemeinsam beschäftigten Festungsbauer Johan van Valckenburgh aus den Niederlanden.
1610 wurde er Gouverneur der Stadt Düren im Herzogtum Jülich. Er eroberte die Städte Schleiden, Gut Kalkofen und Bredeburg.
1615 kommandierte er die von der Hanse der Stadt Braunschweig in deren Kampf gegen Herzog Friedrich Ulrich zur Verfügung gestellten Truppen und sprengte am 14. Oktober 1615 den Belagerungsring um die Stadt Braunschweig.
1627 wurde er mit dem Namen „Der Wertgeachte“ in die Fruchtbringende Gesellschaft aufgenommen.
Nach dem Tod des Markgrafen Joachim Ernst von Ansbach unterstützte er dessen Witwe Sophie von Solms-Laubach bei der Regentschaft bis zur Volljährigkeit ihres Sohnes Friedrich sowie bis zur Volljährigkeit von dessen Nachfolger und Bruder Albrecht am 26. Mai 1639.
Er heiratete 1611 Anna Maria von Hohen-Geroldseck (1593–1649), einzige Tochter und Erbin des letzten Geroldseckers Jakob von Hohengeroldseck und Sulz. Die Ehe blieb kinderlos.